# U–1222
Az U–1222 tengeralattjárót a német haditengerészet rendelte a hamburgi Deutsche Werft AG-től 1941. augusztus 25-én. A hajó 1943. szeptember 1-jén állt szolgálatba. Egyetlen járőrutat tett, hajót nem süllyesztett el.

## Pályafutása
Az U–1222 egyetlen harci küldetésére 1944. április 16-án futott ki Marvikenből, kapitánya Heinz Biefeld volt. Új-Skóciáig hajózott, majd átszelte az Atlanti-óceánt Európa felé. Július 11-én a Vizcayai-öbölben, nyugatra La Rochelle-től a Brit Királyi Légierő egyik Sunderlandje mélységi bombákkal elsüllyesztette. A teljes legénység, 56 ember odaveszett.

## Kapitány
| Név           | Kezdőnap            | Zárónap         |
| ------------- | ------------------- | --------------- |
| Heinz Biefeld | 1943. szeptember 1. | 1944. július 11 |

## Őrjárat
| Indulás  | Indulónap         | Érkezés | Zárónap          |
| -------- | ----------------- | ------- | ---------------- |
| Marviken | 1944. április 16. | *       | 1944. július 11. |

* A tengeralattjáró nem érte el úti célját, elsüllyesztették